# Johann Ludwig von Pincier
Johann Ludwig von Pincier, ab 1698: Johann Ludwig Pincier, Freiherr von Königstein (* 1. August 1660 in Lübeck; † 5. Oktober 1730 ebenda) war als Jurist erst herzoglicher und später königlich dänischer Amtmann, Geheimer Rat im Hochstift Lübeck und Dompropst im Lübecker Domkapitel.

## Leben
Er war der Sohn des Lübecker Domherrn Ludwig von Pincier und Urenkel des gleichnamigen Lübecker Domdechanten Ludwig Pincier. Nach Schulbesuch in Lübeck studierte er Rechtswissenschaften an der Universität Kiel und an auswärtigen Universitäten, besonders in Leiden. Im Anschluss trat er in die Dienste des Herzogs Christian Albrecht von Schleswig-Holstein-Gottorf als Hofmeister für den 15-jährigen künftigen Herzog Friedrich IV. und begleitete diesen auf seiner Kavalierstour durch Europa. 1690 wurde er Hofrat und 1693 Kanzleirat in der Gottorfer Regierung. Nach dem Tod von Herzog Christian Albrecht 1694 und dem Regierungsantritt von Herzog Friedrich IV. ernannte dieser ihn zum Geheimrat, Amtmann in Tondern, Generalkriegskommissar und stellvertretenden Präsidenten des Geheimen Rats; Präsident des Geheimen Rats und damit Regierungschef wurde sein Schwager Magnus von Wedderkop. Als Friedrich IV. kurz vor seinem Tod das Herzogtum an die Brüder von Clausenheim verpachtete, wurde Wedderkops und Pinciers Verantwortung auf auswärtige Angelegenheiten beschränkt. Pincier befürwortete ein engeres Zusammengehen des Herzogtums mit Schweden; dafür erhielt er 1691 den schwedischen Adel und wurde 1698 von König Karl XII. von Schweden als Freiherr von Königstein in den Freiherrenstand erhoben. Am 2. September 1698 wurde Pincier auch Domherr im Lübecker Domkapitel. Der Frieden von Traventhal 1700 gilt als Krönung seiner diplomatischen Bemühungen.
An seinen Anteil an der Eindeichung Nordfrieslands erinnerte bis zum Brandverlust 1988 der Königsteinsche Haubarg im Christian-Albrechts-Koog von 1708.
1709 geriet Pincier in den Strudel des Falls von Magnus von Wedderkop, konnte sich jedoch der Verhaftung entziehen, indem er eiligst von Husum aus über Hamburg nach Lübeck zurückkehrte. Er legte den holsteinischen Geheimratstitel ab und wurde zunächst kaiserlicher, dann königlich dänischer Rat und Ritter des Danebrog-Ordens. Die Kanzlei in Gottorf unter Georg Heinrich von Görtz verurteilte ihn in einem Prozess der Kabinettsjustiz auf Grund unhaltbarer Vorwürfe gegen den Protest sowohl des dänischen wie des schwedischen Königs. Von 1714 bis 1723 war er Amtmann der dänischen Krone in Apenrade und Lügumkloster. 1723 kehrte er nach Lübeck zurück.
Johann Ludwig von Pincier war verheiratet mit Anna Elisabeth Bartels (* 1669 Hamburg; † 24. April 1741 Schleswig) (~ 1° Jacob v. Massau [† 1693], Hofrat in Gottorf), der Tochter eines Arztes aus Hamburg. Magnus von Wedderkop war seit 1683 mit seiner Schwester Elisabeth Pincier (1661–1731) verheiratet.
Seine Güter Oehe (Maasholm) und Dollroth, die 1709 konfisziert worden waren und die er nach dem Frieden von Frederiksborg zurückerhielt, vererbte er an seinen Sohn Carl Ludwig Pincier von Königstein (1701–1742); mit dessen Tod 1742 starb die Familie von Königstein im Mannesstamm aus. Seine Töchter heirateten zwei Söhne seines Schwagers von Wedderkop: Hedwig Sophie (* 1696) heiratete Friedrich Christian von Wedderkop und wurde die Mutter von Magnus von Wedderkop und Johann Ludwig von Wedderkop; Frederike Amalie (1696–1757) heiratete Gottfried von Wedderkop.
Seine Präbende erhielt der spätere Dompropst Jacob Levin von Plessen.

## Grabkapelle

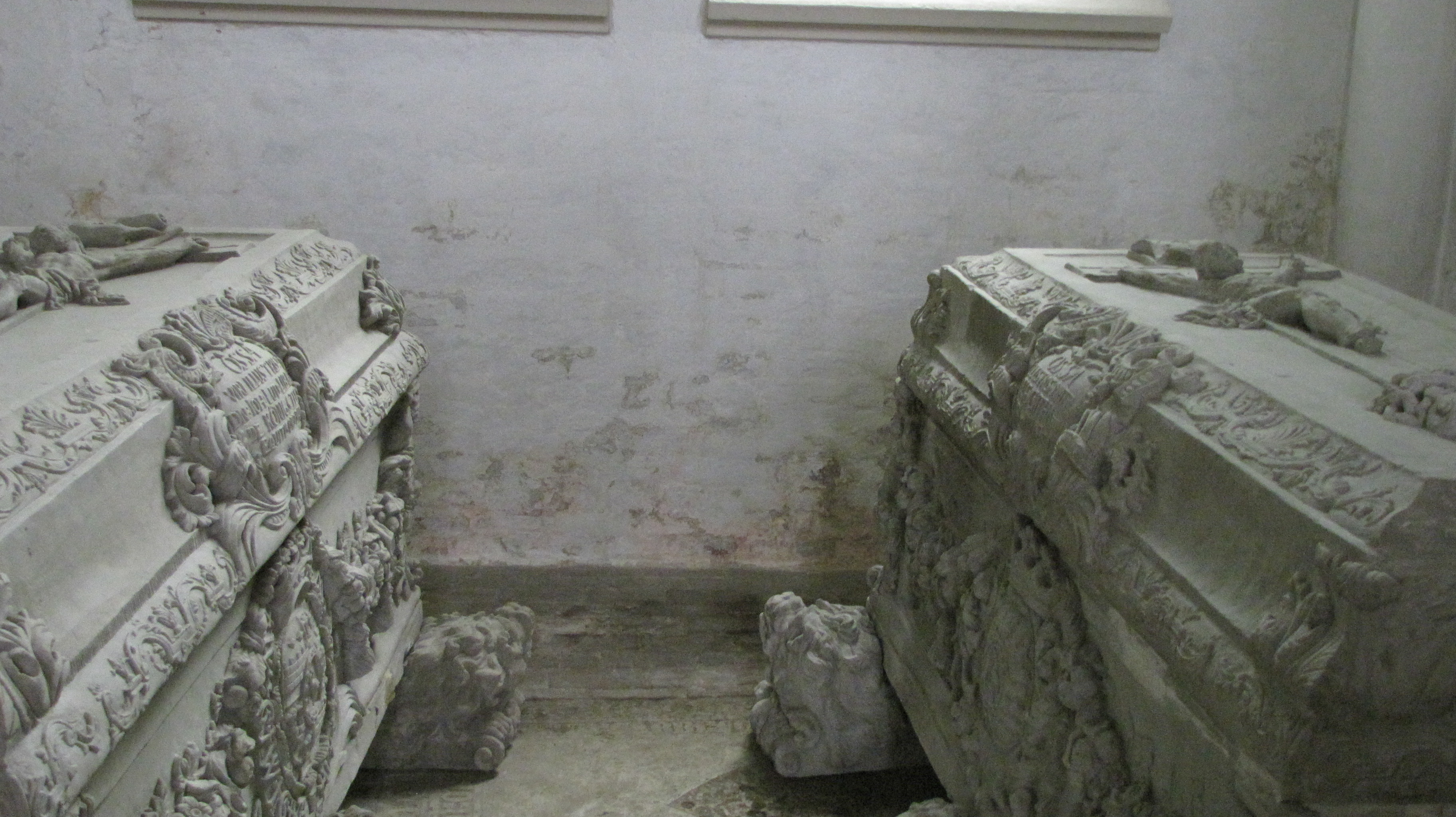
Sandstein-Sarkophage von Johann Ludwig von Pincier und seiner Frau

1712 erwarb er im Lübecker Dom einen bislang von den Sargträgern als Speisekammer genutzten Raum als Erbbegräbnis, in der Folge von Pinciersche oder auch Königstein-Kapelle genannt. Der Zugang erhielt 1724 ein Rokokoportal. Diese Grabkapelle wurde 1878 aufgehoben und abgebrochen. Die auf der sichtbaren Langseite prunkvollen barocken Sandsteinsarkophage des Freiherrn von Königstein und seiner Frau wurden in die Dechanten-Kapelle im nördlichen Seitenschiff verbracht. Diese Kapelle war um 1300 für den Lübecker Bürgermeister Marquard Hildemar († 1300) und seine Familie erbaut worden und wurde ab dem 17. Jahrhundert als Stuhlkapelle des Domdechanten umgewidmet.